# Revolta de Tipperary
A Revolta de Tipperary foi uma revolta nacionalista irlandesa fracassada liderada pelo movimento Young Ireland, parte das revoluções mais amplas de 1848 que afetaram a maior parte da Europa. Ocorreu em 29 de julho de 1848 em Farranrory, um pequeno assentamento a cerca de 4,3 km ao norte-nordeste da vila de Ballingarry, South Tipperary. Depois de ser perseguido por uma força de jovens irlandeses e seus apoiadores, uma unidade da polícia irlandesa se refugiou em uma casa e manteve os que estavam dentro como reféns. Seguiu-se um tiroteio de várias horas, mas os rebeldes fugiram depois que um grande grupo de reforços policiais chegou.
Às vezes é chamada de Rebelião da Fome (uma vez que ocorreu durante a Grande Fome Irlandesa), a Batalha de Ballingarry ou a Batalha do Repolho da Viúva McCormack .